# Escuela americana (economía)
Véase también Sistema americano (plan económico)
La Escuela americana o Escuela estadounidense, también conocida como Sistema nacional representa tres conceptos diferentes pero relacionados, en política, políticas públicas y filosofía económica. Fue la política pública estadounidense durante décadas, pero el grado y detalles de su aplicación no fue constante. El historiador Michael Lind lo describe como una filosofía económica práctica y coherente, con relaciones lógicas y conceptuales con otras ideas económicas.
Es una filosofía macroeconómica que dominó las políticas nacionales de Estados Unidos desde la época de la guerra de secesión hasta la mitad del siglo XX, después del mercantilismo y antes del nacimiento de la economía keynesiana con motivo de la Gran Depresión. En la historia del pensamiento económico, la Escuela americana se puede considerar una clase modificada de economía clásica. Consistía en tres políticas fundamentales:
1. proteger la industria a través de aranceles elevados en ciertos productos (especialmente durante 1861-1932) y subsidios (especialmente durante 1932-1970).
2. inversiones en infraestructuras concentrándose en obras públicas (sobre todo en el transporte).
3. un banco nacional que promueva políticas de crecimiento en empresas productivas.[8][9][10][11]

Es una escuela económica capitalista basada en el programa económico de Alexander Hamilton.
Su intención era permitir a Estados Unidos ser económicamente independientes y autosuficiente a nivel nacional.
Los elementos clave de esta escuela fueron defendidos por: John Q. Adams y su Partido Nacional-Republicano; Henry Clay y el Partido Whig; y Abraham Lincoln a través de los principios del Partido Republicano que adoptó, aplicó y mantuvo este sistema económico.
Durante el periodo del «sistema americano», Estados Unidos se convirtió en la mayor economía del mundo, con el nivel de vida más alto, superando al Imperio británico hacia la década de 1880.

## Historia

### Raíces

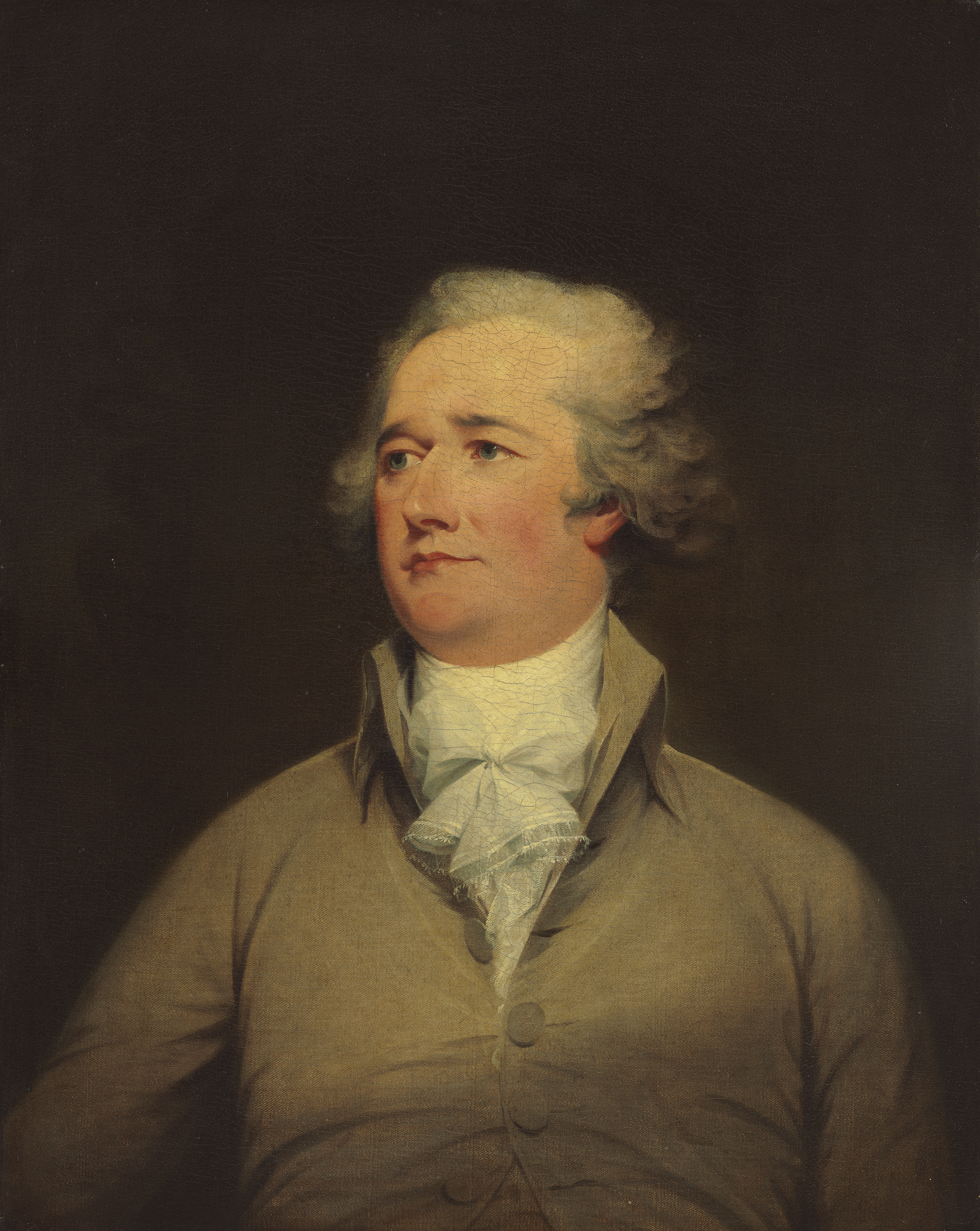
Retrato de Alexander Hamilton por John Trumbull, 1792. Las ideas de Hamilton y tres informes al Congreso fueron la base filosófica de la Escuela estadounidense.

La Escuela estadounidense de economía representa el legado de Alexander Hamilton, que en su Informe sobre las manufacturas argumentó que los Estados Unidos no podrían llegar a ser totalmente independiente hasta que fuesen autosuficiente en todos los productos económicos necesarios. Para llegar a las raíces de este sistema económico Hamilton se remonta, en parte, a los sucesivos regímenes de Colbert en Francia e Isabel I en Inglaterra al tiempo que rechaza los aspectos más duros del mercantilismo, como la búsqueda de colonias para los mercados. Henry Clay llegó a ser conocido como el Padre del sistema estadounidense por su apoyo apasionado por este sistema que consiguió unificar la nación de norte a sur, de este a oeste, y la ciudad con el campo.
Los economistas Friedrich List (1789-1846) y Henry Carey (1793 a 1879) fueron sus principales proponentes. List fue uno de los economistas principales en Alemania y Estados Unidos en el siglo XIX y el primero que usó el concepto "Sistema nacional" que desarrolló en su libro El sistema nacional de economía política Archivado el 31 de agosto de 2009 en Wayback Machine.. Carey lo llamó Armonía de intereses en su libro del mismo nombre; una armonía entre trabajadores y directivos, y también entre la agricultura, la manufactura y el comercio.
El término «Sistema estadounidense» (American System) como escuela de pensamiento fue acuñado por Clay para distinguirlo de la teoría alternativa del momento, el «Sistema británico», representada por Adam Smith en su obra La riqueza de las naciones.
La Escuela estadounidense incluía tres puntos fundamentales de actuación:
1. Apoyo a la industria: defensa del proteccionismo, y oposición al libre comercio - en particular para la protección de "industrias nacientes" y aquellas que se enfrentasen a la competencia de las importaciones foráneas. Ejemplos: Arancel de 1816 y el arancel Morrill.
2. Crear la infraestructura física: financiación del gobierno de obras públicas para acelerar el comercio y desarrollar la industria. Esto requería la regulación de las infraestructuras privadas para asegurar que cumplían con las necesidades de la nación. Ejemplos: carretera de Cumberland y el ferrocarril Union Pacific.
3. Crear la infraestructura financiera: un banco central patrocinado por el gobierno para emitir moneda y fomentar el comercio. Fue necesario el uso de los poderes soberanos de regulación del crédito para fomentar el desarrollo de la economía, e impedir la especulación. Ejemplos: Primer Banco de los Estados Unidos, el Segundo Banco de los Estados Unidos, y la National Bank Act[12]

Henry C. Carey, un destacado economista estadounidense y
asesor de Abraham Lincoln, en su libro La armonía de intereses, muestra los dos puntos adicionales de esta filosofía económica que la distingue de los sistemas de Adam Smith o Karl Marx:
1. Apoyo gubernamental para el desarrollo de la ciencia y la educación pública a través de un sistema común de escuelas públicas e inversiones para investigaciones creativas medianate becas y subsidios.
2. Rechazo de la lucha de clases, en favor de la "armonía de intereses" entre: propietarios y trabajadores, agricultores y fabricantes, ricos y clase trabajadora.[17]

En un pasaje de su libro, La armonía de intereses, Carey escribió acerca de la diferencia entre el sistema estadounidense y el sistema británico de economía:
Dos sistemas están ante el mundo;... uno busca aumentar la necesidad del comercio, el otro aumentar el poder para mantenerlo. Uno busca retrasar los hindúes y hundir al resto del mundo a su nivel; el otro, la elevación del nivel del hombre en todo el mundo a nuestro nivel. Uno busca el emprobecimiento, la ignorancia, la despoblación y la barbarie; el otro aumentar la riqueza, la comodidad, la inteligencia, la combinación de acción y la civilización. Uno busca la guerra universal; el otro la paz universal. Uno es el sistema inglés; el otro, bien podríamos enorrgullecernos de llamar Sistema estadounidense, porque es el único concebido para elevar al mismo tiempo que iguala la condición del hombre en todo el mundo.
La emisión del gobierno de moneda fiduciaria también se ha asociado con la Escuela estadounidense desde la década de 1830 en adelante. Esta política tiene raíces que se remontan a la época de las colonias norteamericanas, cuando ese tipo de moneda llamada «Colonial Scrip» fue el medio de intercambio. Ya en 1837, John C. Calhoun pidió una moneda libre de deuda emitida y controlada por el gobierno. Esa política habría reducido las ganancias de los bancos, y por ello, las instituciones bancarias dieron su apoyo a la «Escuela británica», propugnando el patrón oro a lo largo del siglo XIX.
La escasez de moneda durante la guerra de secesión provocó la emisión de una moneda fiduciaria, llamada «United States Note», o «greenback». Hacia el final de la guerra de secesión, en marzo de 1865, Henry C. Carey, asesor económico de Lincoln, publicó una serie de cartas al Presidente de la Cámara, titulados El modo de superar a Inglaterra sin pelear contra ella. Carey pide la continuación de la política del dólar incluso después de la guerra, y que al mismo tiempo se elevasen las exigencias de reservas de los bancos al 50%. Esto habría permitido a los Estados Unidos desarrollar su economía independientemente del capital extranjero (principalmente oro británico).
Los planes de Carey no se cristalizaron ya que Lincoln fue asesinado el siguiente mes y el nuevo presidente Andrew Johnson apoyó el patrón oro. Para 1879, Estados Unidos adoptó completamente el patrón oro.

### Defensa

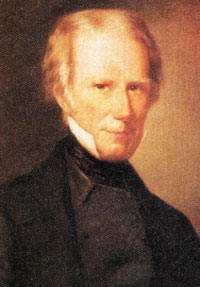
El senador Henry Clay, líder del Partido Whig y defensor del «Sistema estadounidense»

Sistema estadounidense fue el nombre que Henry Clay usó en un discurso ante el Congreso cuando defendía un programa económico basado en las ideas derivadas de las teorías económicas de Alexander Hamilton (véase el Informe sobre las manufacturas, Informe sobre Crédito Público I y II). Las políticas de Clay exigían un arancel elevado para apoyar obras públicas (construcción de carreteras), un banco nacional para fomentar empresas productivas y la creación de una moneda nacional, tal como Hamilton había defendido siendo Secretario del Tesoro.
De acuerdo a U-S-History.com
Clay utilizó por primera vez el término «Sistema estadounidense» en 1824, a pesar de que había estado trabajando en sus detalles muchos años antes. Algunas partes del sistema fueron promulgadas por el Congreso. El Segundo Banco de los Estados Unidos fue reconstituido en 1816 por 20 años. Los elevados aranceles se mantuvieron desde los días de Hamilton hasta 1832. Sin embargo, el sistema nacional de obras públicas nunca fue financiado adecuadamente; el hecho de no hacerlo se debió en parte a celos entre facciones y escrúpulos constitucionales sobre esos gastos.
El plan de Clay se convirtió en el dogma principal del Partido Republicano Nacional de John Quincy Adams y el Partido Whig, que era su partido y el de Daniel Webster.
El "Sistema estadounidense" fue apoyado en Nueva Inglaterra y el Atlántico Medio, que tenían una gran base manufacturera, ya que protegía sus nuevas fábricas de la competencia extranjera.
El Sur se opuso al "Sistema estadounidense", porque los propietarios de las plantaciones dependían en gran medida de la producción de algodón para la exportación, y el Sistema estadounidense conllevaba menos demanda de su algodón y mayores costos para los productos manufacturados. Después de 1828 los Estados Unidos mantuvieron unos aranceles bajos hasta la elección de Abraham Lincoln en 1861.
El término se convirtió en sinónimo de "Sistema nacional" y "Sistema de protección".

### Aplicación
Una sesión extraordinaria del Congreso en el verano de 1841 pidió la restauración del sistema estadounidense. Cuando la cuestión arancelaria surgió de nuevo en 1842, el compromiso de 1833 fue abandonado, y sistema de protección se empezó a adoptar paulatinamente.
Debido al predominio del entonces Partido Demócrata de Van Buren, Polk y Buchanan la Escuela estadounidense no fue adoptada como filosofía económica de los Estados Unidos hasta la elección de Abraham Lincoln en 1860, que con una serie de leyes durante la guerra de secesión fue capaz de cumplir plenamente sobre lo que Hamilton, Henry Clay, List y Carey, habían teorizado, escrito, y defendido.

El presidente Lincoln promulgó las leyes de la mayor parte de las políticas esenciales de la Escuela estadounidense durante su mandato como Presidente 1861-1865.

Según un artículo publicado en U-S-History.com
Tan pronto como Lincoln asumió el poder, la vieja coalición whig controló finalmente todo el gobierno. De inmediato se triplicó el arancel medio, se comenzó a subsidiar la construcción de un ferrocarril transcontinental en California a pesar de que se estaba librando una terrible guerra, y el 25 de febrero de 1862, la «Legal Tender Act» (ley sobre moneda de curso legal) faculta al Secretario del Tesoro para emitir papel moneda que no estaban directamente respaldados en oro o plata. 
Los Estados Unidos continuaron estas políticas durante la segunda mitad del siglo XIX: El presidente William McKinley (1897-1901) declaró:
[Dicen] que si no hubiese tenido la protección por aranceles las cosas serían un poco más baratas. Bueno, si algo es barato o caro depende de lo que podamos ganar por nuestro trabajo diario. El libre comercio abarata el producto al abaratar al productor. La protección abarata el producto engrandeciendo al productor. Bajo el libre comercio el comerciante es el amo y el productor el esclavo. La protección no es sino la ley de la naturaleza, el instinto de supervivencia, de desarrollo propio, de asegurar el destino más alto y mejor de la raza humana.

[Se dice] que la protección es inmoral.... ¡Vaya!, la protección se fortalece, engrandeciendo a 63 millones de personas [la población estadounidense de la época] y la influencia de esos 63 millones de personas engrandecen al resto del mundo. No podemos dar un paso en la vía del progreso sin beneficiar a la humanidad en todas partes. Bueno, dicen, "¡Cómprelo donde sea más barato"... Por supuesto que eso se aplica al trabajo como a todo lo demás. Permítame darle una máxima que es mil veces mejor que esa, y es, la máxima de la protección: "Compre donde le sea más fácil pagar". Y ese lugar de la tierra es donde el trabajo obtiene la mayor recompensa.
El debate sobre el Sistema estadounidense fue importante en la elección de Grover Cleveland, el primer demócrata electo tras la guerra de secesión. Mediante la reducción de los aranceles que protegían las industrias estadounidenses en 1893, Cleveland volvió a disminuir la participación federal en los asuntos económicos, un proceso que continuó hasta el intento de Herbert Hoover, «demasiado poco, demasiado tarde», de hacer frente al empeoramiento de la gran depresión.

### Evolución
Cuando Estados Unidos entró en siglo XX, la Escuela estadounidense era la política seguida bajo nombres como: Política estadounidense, Nacionalismo económico, Sistema nacional, Sistema proteccionista, Política de protección, y Proteccionismo (que alude solamente a la política de aranceles de este sistema económico).
Esto continuó hasta 1913 cuando la administración de Woodrow Wilson inició su nueva política de «The New Freedom» que sustituyó el sistema de bancos nacionales por el Sistema de Reserva Federal, y redujo los aranceles a un impuesto sobre el valor añadido con la ley «Underwood Tariff».
La elección de Warren G. Harding pr el Partido Republicano en 1920 representó un retorno parcial a la Escuela estadounidense a través de la restauración de los aranceles elevados, aunque continuó el cambio de inversiones productivas a especulativas por parte del Sistema de Reserva Federal. Esta especulación dio lugar a la caída de la bolsa en octubre de 1929. El presidente Herbert Hoover respondió a este crack y a las quiebras bancarias y desempleo subsiguientes mediante la firma de la ley sobre aranceles «Smoot-Hawley», que algunos economistas consideran que acentuó la Gran Depresión, aunque otros no están de acuerdo.
El New Deal continuó la mejora de la infraestructuras a través de numerosos proyectos de obras públicas del Works Progress Administration (WPA) y la creación de la Tennessee Valley Authority (TVA). Se llevó a cabo una enorme reforma del sistema bancario (Reserva Federal), al tiempo que se invertía en la industria para estimular la producción y controlar la especulación. Se produjo una protección arancelaria moderada a través de acuerdos bilaterales (reciprocidad) y prefiriéndose subvenciones a la industria. Al término de la Segunda Guerra Mundial los Estados Unidos dominaban la industria manufacturera; tenían poca competencia. La era del libre comercio había comenzado.
A partir de 1973, donde los aranceles en Estados Unidos ya estaban al mínimos de todos los tiempos, el New Deal orientado hacia la reciprocidad y el subsidio acabó, lo que avanzó a los Estados Unidos en la dirección del mercado libre, y lejos de su sistema económico, la Escuela estadounidense.
La influencia de Friedrich List entre las naciones en desarrollo ha sido considerable. Japón ha seguido su modelo. También se ha argumentado que las políticas de Deng Xiaoping, sucesor de Mao, se inspiraron en List.

### Libros modernos
- Batra, Ravi, Dr., The Myth of Free Trade: The pooring of America (1993).
- Boritt, Gabor S. Lincoln and the Economics of the American Dream (1994).
- Buchanan, Patrick J., The Great Betrayal (1998).
- Curry, Leonard P. Blueprint for Modern America: Nonmilitary Legislation of the First Civil War Congress (1968).
- Croly, Herbert, The Promise of American Life (2005 reprint).
- Dobbs, Lou Exporting America: Why Corporate Greed is Shipping American Jobs Overseas (2004).
- Joseph Dorfman. The Economic Mind in American Civilization, 1606–1865 (1947) vol 2
- Joseph Dorfman. The Economic Mind in American Civilization, 1865–1918 (1949) vol 3
- Foner, Eric.Free Soil, Free Labor, Free Men: The Ideology of the Republican Party before the Civil War (1970)
- Faux, Jeff. The Global Class War (2006).
- Gardner, Stephen H. Comparative Economic Systems (1988).
- Gill, William J. Trade Wars Against America: A History of United States Trade and Monetary Policy (1990).
- Carter Goodrich, Government Promotion of American Canals and Railroads, 1800–1890 (Greenwood Press, 1960).
  - Goodrich, Carter. "American Development Policy: the Case of Internal Improvements," Journal of Economic History, 16 (1956), 449–60. in JSTOR
  - Goodrich, Carter. "National Planning of Internal Improvements,";;Political Science Quarterly, 63 (1948), 16–44. in JSTOR
- Richard Hofstadter, "The Tariff Issue on the Eve of the Civil War," American Historical Review, 64 (October 1938): 50–55, shows Northern business had little interest in tariff in 1860, except for Pennsylvania which demanded high tariff on iron products
- Jenks, Hamilton Leland. "Railroads as a Force in American Development," Journal of Economic History, 4 (1944), 1–20. in JSTOR
- John Larson Lauritz. Internal Improvement: National Public Works and the Promise of Popular Government in the Early United States (2001).
- Lively, Robert A. "The American System, a Review Article," Business History Review, XXIX (March, 1955), 81–96. Recommended starting point.
- Lauchtenburg, William E. Franklin D. Roosevelt and the New Deal 1932–40 (1963).
- Lind, Michael Hamilton's Republic: Readings in the American Democratic Nationalist Tradition (1997).
- Lind, Michael What Lincoln Believed: The Values and Convictions of America's Greatest President (2004).
- Paludan, Philip S. The Presidency of Abraham Lincoln (1994).
- Richardson, Heather Cox. The Greatest Nation of the Earth: Republican Economic Policies during the Civil War (1997).
- Remini, Robert V. Henry Clay: Statesman for the Union. New York: W. W. Norton Co., 1991
- Roosevelt, Theodore. The New Nationalism (1961 reprint).
- Richardson, Heather Cox. Archivado el 25 de mayo de 2012 en Wayback Machine.The Greatest Nation of the Earth: Republican Economic Policies during the Civil War (1997) Archivado el 25 de mayo de 2012 en Wayback Machine.
- Edward Stanwood, American Tariff Controversies in the Nineteenth Century (1903; reprint 1974), 2 vols., favors protectionism

### Libros antiguos
1. W. Cunningham, The Rise and Decline of the Free Trade Movement (London, 1904).
2. G. B. Curtiss, Protection and Prosperity; and W. H. Dawson, Protection in Germany (London, 1904).
3. Alexander Hamilton, Report on the Subject of Manufactures, communicated to the House of Representatives, 5 December 1791
4. F. Bowen, American Political Economy (New York, 1875).
5. J. B. Byles, Sophisms of Free Trade (London, 1903); G. Byng, Protection (London, 1901).
6. H. C. Carey, Principles of Social Science (3 vols., Philadelphia, 1858–59), Harmony of Interests Agricultural, Manufacturing and Commercial (Philadelphia, 1873).
7. H. M. Hoyt, Protection v. Free Trade, the scientific validity and economic operation of defensive duties in the United States (New York, 1886).
8. Friedrich List, Outlines of American Political Economy (1980 reprint).
9. Friedrich List, National System of Political Economy (1994 reprint).
10. AM bajo protección, en los Estados Unidos (Londres, 1904), H. 0. Meredith, Protection in France (London, 1904).
11. S. N. Patten, Economic Basis of Protection (Philadelphia, 1890).
12. Ugo Rabbeno, American Commercial Policy (London, 1895).
13. Ellis H. Roberts, Government Revenue, especially the American System, an argument for industrial freedom against the fallacies of free trade (Boston, 1884).
14. R. E. Thompson, Protection to Home Industries (New York, 1886).
15. E. E. Williams, The Case for Protection (London, 1899).
16. J. P. Young, Protection and Progress: a Study of the Economic Bases of the A merican Protective System (Chicago, 1900).
17. Clay, Henry. The Papers of Henry Clay, 1797–1852. Edited by James Hopkins